# Georg Ludvig von Rosen
Georg Ludvig von Rosen, född 30 september 1786, död 11 september 1857, var en svensk militär, kammarherre  och landshövding.
Georg Ludvig von Rosens militära bana inkluderade deltagande i fälttåget i Pommern 1807 och kriget i Tyskland 1814 samt att vara ryttmästare vid Skånska karabinjärregementet från 1815 och major vid norra skånska infanteriregementet från 1831 samt överstelöjtnant i armén 1837.
Han var kammarherre från 4 januari 1822 Han utsågs till vice landshövding i Kristianstads län 12 januari 1838 och blev ordinarie 12 oktober samma år. Han avgick från den tjänsten 22 december 1851.
Han utnämndes till riddare av Svärdsorden 24 juli 1823 och kommendör av Nordstjärneorden 26 juni 1850.
Georg Ludvig von Rosen invaldes som ledamot av Kungliga Krigsvetenskapsakademien 1836.
Han var gift första gången med Louise von Boltenstern (1794-1822) och sedan med Anna Magdalena Charlotta (Lotten) Lovisa Wrangel af Sauss (1804-1891) och hade med vardera en son, vilka båda dog under första levnadsåret.